# محاصره کمرجه
نبرد کمرجه در سال ۷۲۹ میان مسلمانان عرب خلافت بنی امیه و خانات تورگش به همراه هم‌پیمان‌های سغدی‌شان درگرفت.
گشایش فرارود از سوی امویان در دههٔ ۷۲۰ توسط خیزش شاهزادگان سغدی و حملات تورگش لغو شد.
تا سال ۷۲۹، دژ کوچک کمرجه در نزدیکی سمرقند (در ازبکستان امروزی) یکی از واپسین سنگرهای باقی‌ماندهٔ عرب در فرارود بود، که ازسوی تورگش تحت رهبری شخصی فرمانروای آنها، سولوک مورد حمله قرار گرفت.
محاصرهٔ متعاقب که شرح پردامنه‌ای از آن در تاریخ طبری باقی مانده‌است، ۵۸ روز به درازا انجامید و با گفتگو دربارهٔ عقب‌نشینی «پادگان عرب‌ها» به خود سمرقند پایان یافت.
دفاع سرسختانهٔ کمرجه در ادبیات عرب بزرگ داشته می‌شد، ولی چیرگی اعراب بر منطقه پس از جنگ گذرگاه دو سال بعد شکسته شد.
فقط پس از فروپاشی خانات تورگش پس از سال ۷۳۸ بود که عرب‌ها حکومت خود را بر فرارود دوباره برقرار کردند.

## پیش‌زمینه
منطقه ماوراءالنهر توسط رهبر امویان قتیبة بن مسلم در سلطنت ولید اول (حکومت ۷۰۵-۷۱۵) پس از فتوحات مسلمانان در ایران و خراسان در اواسط قرن هفتم فتح شده بود. وفاداری به خلافت ایرانیان و ترک‌های بومی ماوراءالنهر و حاکمان محلی خودمختار همچنان مشکوک باقی ماند و در سال ۷۱۹ از چینی‌ها و دست نشاندگان تورگش درخواست کمک کرد. در پاسخ، تورگش از سال ۷۲۰ به بعد، مجموعه‌ای از حملات را علیه مسلمانان ماوراءالنهر انجام داد که همراه با قیام‌هایی علیه خلافت در میان سغدیان محلی بود. والیان اموی در ابتدا موفق به سرکوب ناآرامی شدند، اگرچه کنترل بر دره فرغانه از دست رفت. در سال ۷۲۴، والی مسلم بن سعید کلابی و ارتشش در هنگام تلاش برای بازپس گیری فرغانه، شکست سنگینی (به اصطلاح «روز تشنگی») از تورگش متحمل شدند. این شکست، اعراب را به حالت دفاعی سوق داد، و حتی با وجود اینکه هیچ نبرد تن به تنی روی نداد، طی چند سال بعد موقعیت اعراب در ماوراءالنهر به سرعت فروپاشید. در سال ۷۲۸، در برابر حملات تورگش و شورش گسترده ضد اعراب، تنها سمرقند و دو قلعه کمرجه و دابوسیه در رود زرافشان در تمام ماوراءالنهر در دست اعراب باقی ماند.

## محاصره
در سال ۷۲۹، اشرس بن عبدالله السلامی، فرماندار جدید عرب، در برابر مخالفت سرسخت تورگش و متحدان سغدی آنها، موفق شد از رودخانه اکسوس عبور کرده و به بخارا برسد. پیروزی اعراب بسیار کم بود و تورگش ها توانستند بدون مزاحمت به سمت منطقه سمرقند عقب نشینی کنند، که آنها را به قلعه عرب کامارجه نزدیک کرد، یک شهر مستحکم در حدود هفت فرسخ - تقریباً ۴۲ کیلومتر (۲۶ مایل) -غرب سمرقند. محاصره بعدی کامارجا، که در تاریخ انبیا و پادشاهان طبری نقل شده است، به قول هیو ان. کندی مورخ، «یکی از واضح ترین صحنه های جنگ توصیف شده است».
ارتش تورگش تحت فرمان خاقان سلوک، که شامل گروه های فرغانه، الطرابند (پایتخت شش، تاشکند امروزی)، افشینه (شهری در نزدیکی سمرقند)، نسف و بخارا بود، در امتداد جاده بخارا-سمرقند نزدیک شد. هنگامی که آنها به کامارجا رسیدند، تورگش و متحدانشان جاده را ترک کردند و اردو زدند، اما پادگان شهر از نزدیک شدن آنها بی خبر بودند، زیرا حرکات آنها توسط تپه ای کنترل می شد. صبح روز بعد، هنگامی که اعراب حیوانات خود را بیرون آوردند تا آنها را سیراب کنند و از تپه بالا رفتند، چنان که طبری می نویسد، از مواجهه با «کوه پولادین» لشکر دشمنان شگفت زده شدند. اعراب تعدادی از حیوانات خود را به پایین تپه به سمت رودخانه فرستادند تا تورگش را به آن راه فریب دهند و به سرعت به شهر بازگشتند. تورگش به زودی آنها را کشف کرد و شروع به تعقیب کرد، اما اعراب زمین را بهتر می شناختند و درست قبل از اینکه تعقیب کنندگان آنها را بگیرند، توانستند به شهر برسند و در پشت خاکریزهای آن پناه ببرند. هنگامی که تورگش ها به دروازه ها حمله کردند و سعی کردند وارد شهر شوند، نبرد شدیدی رخ داد، تا اینکه اعراب دسته های چوب سوخته ای را به سمت آنها پرتاب کردند و آنها را از خندق عقب راندند. در شام، تورگش عقب نشینی کرد و اعراب پل چوبی را که بر روی خندق قرار داشت، سوزاندند.
سپس خاقان دو فرستاده را نزد محاصره شدگان فرستاد. اولین کسی که به دیوار نزدیک شد خسرو پنجم، نوه آخرین فرمانروای ایرانی ساسانی، یزدگرد سوم (ح. ۶۳۲–۶۵۱) بود. پدر خسرو، بهرام هفتم، به دربار تانگ در چین گریخته بود و اکنون خسرو به امید بازپس گیری تاج و تخت اجدادی تورگش را همراهی می کرد. هنگامی که او به پادگان نزدیک شد، از آنها خواست که تسلیم شوند و به آنها پیشنهاد کرد که ایمن باشند، در حالی که بازگرداندن قلمرو خود را اعلام کرد. اما اعراب با عصبانیت از شنیدن او خودداری کردند و به او فحش دادند. همانطور که شرق شناس H.A.R. gib می نویسد، حضور خسرو "ممکن است به عنوان نشانه ای تلقی شود که شورشیان از چین نیز تشویق می شدند، اگرچه سوابق چینی در این سفر ساکت است". پس از ناکامی خسرو، خاقان یکی از محلی ها به نام بازغری را برای گفتگو با پادگان فرستاد و چند اسیر عرب را با خود آورد تا آنها را بترساند. خاقان پیشنهاد کرد که پادگان عرب را به لشکر خود ببرد و حقوق آنها را دو برابر کرد، اما این پیشنهاد نیز توسط مذاکره کننده عرب، یزید بن سعید باهیلی (که به دلیل اینکه کمی ترکی صحبت می کرد انتخاب شد) با تحقیر رد شد. عبارت "عرب که گرگ است چگونه می تواند با تورگش که گوسفند است باشد؟" پاسخ او خشم یاران بازغری را برانگیخت و آنها او را تهدید به کشتن کردند، بنابراین یزید پیشنهاد داد که پادگان را تقسیم کند: نیمی با ثروت قابل حمل خود اجازه خواهند داشت به سلامت عقب نشینی کنند و نیمی دیگر در خدمت تورگش خواهند ماند. بازغری این پیشنهاد را پذیرفت و یزید را برای رساندن شروط به پادگان بازگرداند، اما پس از بازگشت به داخل دیوار، شروط را رد کرد و هموطنان عرب خود را به مقاومت تشویق کرد.
سپس خاقان به افراد خود دستور داد که خندق را با چوب سبز پر کنند تا نسوزد، که پادگان با انداختن چوب خشک نیز با آن مقابله کرد. پس از شش روز که خندق پر شد، اعراب آن را آتش زدند. به کمک یک باد شدید، کار سخت تورگش به پایان نرسید. تیراندازان عرب نیز مؤثر واقع شدند و تلفات سنگینی را در میان تورگش ها از جمله بازغاری دریافت کردند. تورگش سپس صد اسیر عرب را در مقابل دیدگان کامل پادگان اعدام کرد. در پاسخ، اعراب ۲۰۰ جوان محلی را که به عنوان گروگان گرفته بودند، علیرغم مقاومت مذبوحانه آنها کشتند. روایت محاصره در الطبری، که ظاهراً برگرفته از روایت‌های شاهدان عینی است، با قسمت‌های جداگانه ادامه می‌یابد: حمله مصمم تورگش به دروازه، با پنج نفر از آنها که موفق شدند قبل از دفع از دیوار بالا بروند، شاهزاده سغدی الطرابند که با همراهانش به شکافی در دیوار حمله کردند که به خانه ای منتهی می شد و تنها توسط صاحب سالخورده و بیمار خانه و خانواده اش کشته شد، چگونه اعراب از تخته های چوبی که روی خندق های آبیاری را پوشانده بودند برای بهبود کارهای خاکی خود استفاده کردند یا زمانی که خاقان که برای بازرسی استحکامات اعراب آمده بود، یک تیر به صورتش دریافت کرد اما توسط محافظ بینی کلاه خود نجات یافت.
دفاع سرسختانه پادگان خاقان را برانگیخت و یاران سغدی خود را به خاطر این ادعا که «پنجاه الاغ در این (شهر) وجود دارد و پنج روز دیگر آن را می گیریم، سرزنش می کرد، اما اکنون پنج روز دو ماه شده است». در نهایت، خاقان مذاکرات را از سر گرفت و به دابوسیه یا سمرقند که هنوز در دست اعراب بود، رفتار امنی ارائه کرد. پادگان سواری را برای مشورت به سمرقند فرستاد و به او گفتند که دابوسیه را که نزدیکتر به کمرجه بود انتخاب کن. پس از پنجاه و هشت روز که به گفته طبری، پادگان «سی و پنج روز شتران خود را سیراب نکردند»، محاصره تمام شد. اعراب و تورگش هر کدام پنج گروگان را مبادله کردند که یکی از مهم ترین اشراف سلوک به نام کورسول بود. پس از کشتار متقابل اسیران در اوایل محاصره، بی اعتمادی اعراب به حدی بود که تا زمانی که خاقان و لشکریانش رفتند، حاضر به ترک نشدند و یک عرب با خنجر در دست پشت سر هر یک از گروگان های تورگش نشسته بود. زره نمی پوشید.
هنگامی که پادگان عرب کمرجه به دابوسیه نزدیک شد، پادگان دوم ابتدا معتقد بودند که کامارجا سقوط کرده است و سربازانی که به سمت آنها می آیند تورگش هستند، اما هنگامی که خود را برای نبرد آماده کردند، سواری که توسط سپاهیان کامرجه فرستاده شد آنها را از واقعی بودن آگاه کرد. و «مردان دابوسیه تاختند تا هر کس را که ضعیفتر از آن بود یا مجروح شده بود حمل کنند». در این هنگام گروگان ها شروع به آزاد شدن کردند و اعراب یک گروگان را به عقب فرستادند و تورگش نیز به نوبه خود یکی از گروگان هایی را که در دست داشتند آزاد کردند. در نهایت، وقتی دو گروگان آخر باقی ماندند، هیچ یک از طرفین حاضر نشد اول گروگان خود را رها کند، تا اینکه گروگان عرب داوطلب شد آخرین برود. برای این عمل جوانمردانه، کرسول با لباس زره و اسب به او پاداش فراوانی داد.

## عواقب
همانطور که گیب می نویسد، "شهرت دفاع از کامارجا به دور و بر گسترده شد، اما فشار کمی بر اعراب کاهش داد". تقریباً تمام ماوراءالنهر، به جز بخارا و سمرقند، از دست رفت، و حتی در خوارزم همسایه، شورشی در گرفت که با این وجود به سرعت توسط مهاجران محلی عرب سرکوب شد. سمرقند آخرین پاسگاه اصلی حکومت اعراب در عمق سغدی باقی ماند و عملیات های بعدی هر دو طرف در اطراف آن متمرکز شد. در حالی که در تلاش برای تسکین محاصره تورگش از شهر در سال ۷۳۱ بود که اعراب متحمل نبرد فاجعه‌بار دفیل شدند که به دنبال آن موقعیت اعراب در ماوراءالنهر فروپاشید. اعراب تا قبل از قتل سلوک در سال ۷۳۸ قادر به بهبودی نبودند که منجر به وقوع جنگ داخلی و کاهش سریع قدرت تورگش شد. در سال‌های ۷۳۹–۷۴۱، تحت فرمانروایی نصر بن سیار، اعراب موفق به برقراری مجدد اقتدار خلافت تا سمرقند شدند.

## بن‌مایه
- همکاری‌کنندگان ویکی‌پدیا، « Siege of Kamarja»، ویکی‌پدیای انگلیسی، دانشنامهٔ آزاد (بازیابی ۲۹ فروردین ۱۴۰۰)